# Will Wright (computerspelontwerper)
William Ralph "Will" Wright (Atlanta, 20 januari 1960) is een Amerikaanse computerspellenontwerper en medeoprichter van het bedrijf Maxis. Hij is het bekendst als de originele bedenker van de computerspelseries SimCity en The Sims en het computerspel Spore.
Het eerste computerspel waar hij aan werkte was Raid on Bungeling Bay. The Sims ontwierp hij nadat zijn huis was afgebrand en hij, vanuit het niets, een nieuw onderkomen met alles erop en eraan moest bedenken.